# Rubén Lobato
Rubén Lobato Elvira (* 1. September 1978 in San Sebastián de los Reyes, Vorort von Madrid) ist ein ehemaliger spanischer Radrennfahrer.
2001 schloss er sich dem Radsportteam Café Baqué an. Er beendete seine Karriere 2008 beim UCI ProTeam Scott-American Beef. Lobato bestritt alle Grand Tours und konnte sich beim Giro d’Italia 2004 als Sechzehnter platzieren. Seinen einzigen Sieg auf internationalem Niveau war die Bergwertung der Tour de Romandie 2005.
Am 17. Juni 2009 gab die UCI bekannt, dass gegen Rubén Lobato und vier weitere Fahrer aufgrund von Auffälligkeiten in ihren Blutprofilen Dopingverfahren eingeleitet wurden. Die Unregelmäßigkeiten konnten aufgrund des 2008 eingeführten Biologischen Pass festgestellt werden. Lobato wurde 2010 für zwei Jahre gesperrt.

## Grand-Tour-Platzierungen
| Grand Tour            | 2002 | 2003 | 2004 | 2005 | 2006 | 2007 |
| --------------------- | ---- | ---- | ---- | ---- | ---- | ---- |
| Giro d’ItaliaGiro     | –    | –    | 16   | 43   | 87   | –    |
| Tour de FranceTour    | –    | –    | –    | –    | 46   | DNF  |
| Vuelta a EspañaVuelta | 123  | –    | –    | –    | –    | 38   |